# Elisif Théel
Elisif Théel, född Roth 27 februari 1872 i Stockholm, död där 28 oktober 1957, var en svensk kommunalpolitiker, redaktör och pedagog.

## Biografi
Elisif Théel var dotter till Magnus Roth och Fanny Uhr. Efter examen vid Högre lärarinneseminariet 1893 var hon 1893–1898 lärarinna vid Åhlinska skolan i Stockholm. Hon lämnade sin lärartjänst 1899 för att gifta sig med Hjalmar Théel. 
Samtidigt började hon ägna sig åt de av Anna Hierta-Retzius grundade arbetsstugorna i Stockholm. 1917–1947, då verksamheten delvis blev kommunaliserad, var hon efter Hierta-Retzius ordförande i Centralföreningen för Stockholms arbetsstugor och inspektris vid Stockholms arbetsstugor och barnavärn. 1907–1920 hade hon olika anställningar i Fredrika Bremer-förbundets tjänst, bland annat som föreståndare för dess platsförmedling. 
Théel satt i stadsfullmäktig i Stockholm 1919–1942 och var vice ordförande i såväl fattigvårdsnämnden som lärlings- och yrkesskolestyrelse. Inom Högerns kvinnoorganisationer var hon en flitigt anlitad talare. 1921–1923 var hon sekreterare i Allmänna valmansförbundets Högerns kvinnoråd, samt även ordförande i Högerns kvinnliga medborgarskola samt redaktör för partiorganet Medborgarens kvinnoavdelning. 1927 erhöll hon Illis quorum i 8:e storleken.